# أل لانجلوا
أل لانجلوا هو لاعب هوكي الجليد كندي، ولد في 6 نوفمبر 1934 في ماغوغ، كيبك في كندا.

## وصلات خارجية
- أل لانجلوا على موقع دوري الهوكي الوطني (الإنجليزية)
- أل لانجلوا على موقع قاعة مشاهير الهوكي (لاعب أن.إتش.أل) (الإنجليزية)
- أل لانجلوا على موقع EliteProspects.com (الإنجليزية)
- أل لانجلوا على موقع HockeyDB.com (الإنجليزية)
- أل لانجلوا على موقع Hockey-Reference.com (الإنجليزية)